# Peter Schink
Peter Schink (* 3. Mai 1976 in München) ist ein deutscher Journalist. Er ist seit 2024 Chefredakteur der Berliner Morgenpost. 

## Leben
Peter Schink studierte Journalistik an der Ludwig-Maximilians-Universität München und besuchte in München die Deutsche Journalistenschule. 

## Biografie und Karriere
Seine journalistische Karriere begann Schink 2001 bei der Netzeitung im Ressort Politik, später im Ressort Internet.
Dort entwickelt er unter anderem das Projekt Readers Edition, ein Projekt für Bürgerjournalismus.
Im Jahr 2006 wechselt er zur Zeitung Die Welt, wo er als Senior Produktmanager u. a. die Transformation der Redaktionen vorantrieb und den Internet-Auftritt weiterentwickelte. Nebenbei entwickelt er Geektogether, ein Barcamp-Konferenzformat. 2009 Schink gehört zu den Unterzeichnern des Internet-Manifest über die Zukunft des Journalismus.
Im September 2009 macht Schink, inzwischen Head of Product Development bei Welt, sich gemeinsam mit Steffen Büffel selbständig. Die Agentur Mediati (später Agentur Doppelstern) mit Sitz in Berlin berät Verlage bei der Digitalisierung. Im September 2015 gründet er gemeinsam mit Christoph Jenke und Daniel Biene das Startup Legalbase, mit einer Finanzierung dreier Investoren aus Oslo, Amsterdam und Los Angeles. Das Startup muss im Februar 2017 Insolvenz anmelden.
Im Oktober 2018 wechselt Schink zurück in den Journalismus, wird stellvertretender Chefredakteur beim Internetportal t-online. Im Januar 2024 wird Schink schließlich von der Funke Mediengruppe neuer Chefredakteur der Berliner Morgenpost geholt, als Nachfolger von Christine Richter.